# 鈴木晶友
鈴木 晶友（すずき まさとも、1985年8月 ‐ ）は、千葉県出身のプロセーラー（プロヨット選手）。
6歳の時にセーリングを始め、国内外の大会でインショアセーリングの経験を積み、外洋セーラーへと活躍の場を移した。
2019年には、日本人で2人目となる大西洋横断ヨットレース 「Mini Transat（ミニ トランザット）」に出場し、65艇中24位の記録で完走を果たした。
2022年には、8Leg制のダブルハンド世界一周ヨットレース「GLOBE 40（グローブ フォーティ）」に出場。レース終盤に未確認浮遊物に衝突し、キールを破損するものの、緊急入港先のアルゼンチン・ブエノスアイレスの港で修理を行いレースに復帰し、見事に完走を果たした。

## セーリング競技歴
| 西暦   | 年齢           | 競技内容 | 備考                                   |
| ------ | -------------- | --- | -------------------------------------- |
| 1991年 | 6歳            | アクアミューズでセーリングの第一歩をはじめる                                                                                                  |                                        |
| 1994年 | 9歳            | OPデビュー | 千葉ヨットビルダーズクラブ             |
| 1996年 | 11歳           | フリーダム22で伊豆七島巡り | 外洋の怖さと醍醐味を知る               |
| 1997年 | 12歳           | テーザー級に乗り始める | テーザー稲毛フリート                   |
| 1999年 | 14歳           | シーホッパー級SRに乗り始める（当時はまん丸のおデブ体型）                                                                                      |                                        |
| 2001年 | 16歳           | シーホッパー級SR | 高校入学後、本格的に競技ヨットを始める |
| 2002年 | 17歳           | オーストラリア・シドニープチ留学 よさこい高知国体                                                                                             | 留学が人生の転機                       |
| 2003年 | 18歳           | わかふじ静岡国体 | シーホッパーSR級：6位                  |
| 2004年 | 19歳           | スナイプ級 | 法政大学体育会ヨット部入部             |
| 2005年 | 20歳           | スナイプ世界選手権出場 |                                        |
| 2005年 | 20歳           | 全日本インカレ | スナイプ級優勝                         |
| 2008年 | 23歳           | レーシングキールボートに乗り始める |                                        |
| 2009年 | 24歳           | 日立製作所ヨット部 | スナイプ級                             |
| 2011年 | 26歳           | モス級の活動を開始 |                                        |
| 2013年 | 28歳           | モス級の世界大会 モスワールド出場＠ハワイ・カネオヘ                                                                                           |                                        |
| 2014年 | 29歳           | 日本国内最大の外洋ヨットレース"パールレース"にダブルハンドクラスで出場                                                                        | 所属チーム：Seascape27                 |
| 2015年 | 30歳           | モス級の世界大会 モスワールド出場＠オーストラリア・ソレント                                                                                   |                                        |
| 2016年 | 30歳 30歳 31歳 | シースケープチャレンジ出場＠クロアチア モス級の世界大会 モスワールド出場＠日本・葉山 シースケープ18を購入し本格的にシースケープの活動を始める |                                        |
| 2018年 | 33歳           | 単独大西洋横断ヨットレース”Mini Transat 2019” 出場を目指し活動開始                                                                            |                                        |
| 2019年 | 34歳           | 単独大西洋横断ヨットレース”Mini Transat 2019” 完走（結果：24位/65艇中）                                                                       | 日本人2人目の出場＆完走の快挙          |
| 2020年 | 34歳           | ダブルハンド世界一周ヨットレース”Globe 40" 出場に向け、新たな活動を開始                                                                       |                                        |
| 2022年 | 36歳           | ダブルハンド世界一周ヨットレース”Globe 40" 出場                                                                                               | 日本人として初出場の快挙               |
| 2023年 | 37歳           | ダブルハンド世界一周ヨットレース”Globe 40" 完走                                                                                               | 日本人として初完走の快挙               |
| 2024年 | 38歳           | DMG MORI SAILING TEAMに所属し、若手育成プロジェクト担当                                                                                       |                                        |